# Campeonato Europeo de Lucha de 1992
El XLIV Campeonato Europeo de Lucha se celebró en el año 1992 en dos sedes distintas. Las competiciones de lucha grecorromana en Copenhague (Dinamarca) y las de lucha libre en Kaposvár (Hungría). Fue organizado por la Federación Internacional de Luchas Asociadas (FILA) y las correspondientes federaciones nacionales de los países sedes respectivos.

## Resultados

### Lucha grecorromana
| Evento | Oro                       | Plata                       | Bronce                       |
| ------ | ------------------------- | --------------------------- | ---------------------------- |
| 48 kg  | Lars Rønningen · Noruega  | Iliuță Dăscălescu · Rumania | Zafar Guliyev CEI            |
| 52 kg  | Alfred Ter-Mkrtchian CEI  | Bratan Tsenov Bulgaria      | Remzi Öztürk Turquía         |
| 57 kg  | Rıfat Yıldız · Alemania   | Marian Sandu · Rumania      | Isaak Theodoridis · Grecia   |
| 62 kg  | Serguei Martynov CEI      | Hugo Dietsche · Suiza       | Jenő Bódi · Hungría          |
| 68 kg  | Ghani Yalouz Francia      | Attila Repka · Hungría      | Valeri Nikitin Estonia       |
| 74 kg  | Mnatsakan Iskandarian CEI | Yvon Riemer Francia         | Erhan Balcı Turquía          |
| 82 kg  | Thomas Zander · Alemania  | Magnus Fredriksson · Suecia | Goran Kasum Yugoslavia       |
| 90 kg  | Maik Bullmann · Alemania  | Ivailo Yordanov Bulgaria    | Tibor Komáromi · Hungría     |
| 100 kg | Andrzej Wroński · Polonia | Ibraguim Shovjalov CEI      | Andreas Steinbach · Alemania |
| 130 kg | Alexandr Karelin CEI      | Ioan Grigoraș · Rumania     | György Kékes · Hungría       |

### Lucha libre
| Evento | Oro                           | Plata                           | Bronce                       |
| ------ | ----------------------------- | ------------------------------- | ---------------------------- |
| 48 kg  | Romică Rașovan · Rumania      | Vugar Orudzhov CEI              | Reiner Heugabel · Alemania   |
| 52 kg  | Ivan Tsonov Bulgaria          | Constantin Corduneanu · Rumania | Ahmet Orel Turquía           |
| 57 kg  | Bagautdin Umajanov CEI        | Remzi Musaoğlu Turquía          | Rumen Pavlov Bulgaria        |
| 62 kg  | Giovanni Schillaci · Italia   | Rosen Vasilev Bulgaria          | İsmail Faikoğlu Turquía      |
| 68 kg  | Georg Schwabenland · Alemania | Boris Budayev CEI               | Valentin Guetsov Bulgaria    |
| 74 kg  | Magomedsalam Gadzhiyev CEI    | Valentin Zhelev Bulgaria        | Krzysztof Walencik · Polonia |
| 82 kg  | Sebahattin Öztürk Turquía     | László Dvorák · Hungría         | Rustem Kelejsayev CEI        |
| 90 kg  | Majarbek Jadartsev CEI        | Gábor Tóth · Hungría            | Kenan Şimşek Turquía         |
| 100 kg | Leri Jabelov CEI              | Heiko Balz · Alemania           | Ali Kayalı Turquía           |
| 130 kg | Andreas Schröder · Alemania   | Mahmut Demir Turquía            | Kiril Barbutov Bulgaria      |

## Medallero
| Núm. | País       | Oro | Plata | Bronce | Total |
| ---- | ---------- | --- | ----- | ------ | ----- |
| 1    | CEI        | 8   | 3     | 2      | 13    |
| 2    | Alemania   | 5   | 1     | 2      | 8     |
| 3    | Bulgaria   | 1   | 4     | 3      | 8     |
| 4    | Rumania    | 1   | 4     | 0      | 5     |
| 5    | Turquía    | 1   | 2     | 6      | 9     |
| 6    | Francia    | 1   | 1     | 0      | 2     |
| 7    | Polonia    | 1   | 0     | 1      | 2     |
| 8    | Italia     | 1   | 0     | 0      | 1     |
| 8    | Noruega    | 1   | 0     | 0      | 1     |
| 10   | Hungría    | 0   | 3     | 3      | 6     |
| 11   | Suecia     | 0   | 1     | 0      | 1     |
| 11   | Suiza      | 0   | 1     | 0      | 1     |
| 13   | Estonia    | 0   | 0     | 1      | 1     |
| 13   | Grecia     | 0   | 0     | 1      | 1     |
| 13   | Yugoslavia | 0   | 0     | 1      | 1     |
|      | TOTAL      | 20  | 20    | 20     | 60    |